# Miracles (série télévisée)
Pour les articles homonymes, voir Miracle (homonymie).
Miracles est une série télévisée américaine en treize épisodes de 45 minutes, créée par Richard Hatem dont six épisodes ont été diffusés entre le 27 janvier 2003 et le 31 mars 2003 sur le réseau ABC.
En France, la série a été diffusée entre le 14 mars et le 15 mai 2006 sur Série Club.

## Synopsis
Paul, un jeune orphelin élevé par un prêtre, et ses amis Alva et Evelyn sont « chasseurs » de miracles. Ils parcourent le monde, tentant d'expliquer les phénomènes paranormaux qu'ils rencontrent.

## Distribution
- Skeet Ulrich (VFB : Philippe Allard) : Paul Callan
- Angus Macfadyen (VFB : Philippe Résimont) : Alva Keel
- Marisa Ramirez (VFB : Maia Baran) : Evelyn Santos
- Héctor Elizondo (VFB : Patrick Donnay) : Père « Poppi » Calero
- Gina Ravera : Raina Bauer
- Jade Carter : Sherwood Nicols
- Clarence Williams III : Dr Bauer

- Version française
  - Société de doublage : Dubbing Brothers Belgique[1]
  - Direction artistique : Alexandra Correa[1]
  - Adaptation des dialogues : Catherine Sourd[1]

Source VF : Doublage Séries Database

## Épisodes
1. Dieu est là maintenant (The Ferguson Syndrome)
2. Entre ciel et terre (The Friendly Skies)
3. Le Patient (The Patient)
4. Mauvais présage (Little Miss Lost)
5. La Part d'ombre qui est en nous (The Bone Scatterer)
6. Dieu n'est nulle part (Hand of God)
7. Voyage au centre des ténèbres (You Are My Sunshine)
8. La Bataille de Shadow Ridge (The Battle at Shadow Ridge)
9. Les Liens de sang ("Mother's Daughter")
10. Sainte Debbie (Saint Debbie)
11. Le Fantôme (The Ghost)
12. Correspondance avec l'au-delà (The Letter)
13. Au-delà de la mort (Paul is Dead)

## Commentaires
- Le premier épisode a attiré plus de 10 millions de téléspectateurs aux États-Unis. Après la diffusion du troisième épisode, ABC a remplacé la case horaire plusieurs fois pour diverses raisons, tels que la diffusion du documentaire Living with Michael Jackson, ainsi que des émissions spéciales sur le développement de la Guerre d'Irak. Le sixième épisode diffusé le 31 mars a attiré 5.7 millions de téléspectateurs. Le 4 avril 2003, ABC a officiellement annulé la série[2] pour raison de mauvaises audiences. Les fans ont blâmé le réseau ABC pour la mauvaise planification de la case horaire, qui n'a pas aidé à la fidélité de l'audience. Les autres chaînes ont été approchées afin de reprendre la diffusion de la série, mais en vain.
- La chaîne canadienne VisionTV a diffusé la série au complet du 3 octobre 2003 au 26 décembre 2003, puis rediffusé en janvier 2004.

## Anecdote
Le concept de chasseurs de miracles est issu de la vie de René Laurentin, un prêtre français reconnu mondialement pour ses travaux sur les apparitions mariales et autres faits remarquables.[réf. nécessaire]